# Helmstedt (kommunfritt område)
Helmstedt är ett obebott kommunfritt område i Landkreis Helmstedt nordväst om Helmstedt i förbundslandet Niedersachsen i Tyskland.